# Gastein Ladies 2010
Gastein Ladies 2010 (також відомий як NÜRNBERGER Gastein Ladies за назвою спонсора) — тенісний турнір, що проходив на кортах з ґрунтовим покриттям. Це був 4-й за ліком Gastein Ladies. Належав до турнірів International в рамках Туру WTA 2010. Відбувся в Бад-Гастайні (Австрія). Тривав з 19 до 25 липня 2010 року.

## Учасниці

### Сіяні учасниці
| Гравчиня                | Країна    | Рейтинг* | Сіяна |
| ----------------------- | --------- | -------- | ----- |
| Андреа Петкович         | Німеччина | 36       | 1     |
| Тімеа Бачинскі          | Швейцарія | 41       | 2     |
| Анабель Медіна Гаррігес | Іспанія   | 44       | 3     |
| Клара Закопалова        | Чехія     | 45       | 4     |
| Сібіль Баммер           | Австрія   | 48       | 5     |
| Барбора Стрицова        | Чехія     | 52       | 6     |
| Татьяна Гарбін          | Італія    | 63       | 7     |
| Анастасія Севастова     | Латвія    | 64       | 8     |

- Рейтинг подано станом на 12 липня 2010.

### Інші учасниці
Нижче подано учасниць, що отримали вайлд-кард на вихід в основну сітку:
- Нікола Гофманова
- Мелані Клаффнер
- Патріція Майр

Нижче наведено гравчинь, які пробились в основну сітку через стадію кваліфікації:
- Катерина Доголевич
- Лаура Поус-Тіо
- Леся Цуренко
- Ленка Тварошкова

## Переможниці та фіналістки

### Одиночний розряд
Юлія Гергес —  Тімеа Бачинскі, 6–1, 6–4
- Для Гергес це був перший титул за кар'єру.

### Парний розряд
Луціє Градецька /  Анабель Медіна Гаррігес —  Тімеа Бачинскі /  Татьяна Гарбін, 6–7(2), 6–1, [10–5]